# Agamy (hinduizm)
Agama (dewanagari आगम, trl. Āgama – „schodzenie”, „tradycja”)  – hinduistyczne teksty poruszające zagadnienia rytuału świątynnego i filozofii. W hinduizmie, agamy są wielkimi kolekcjami sanskryckich pism, które są czczone jako smryti (zapamiętane pisma). Agamy wisznuickie najczęściej noszą nazwy sanhita, natomiast śiaktyjskie nazwy tantra.
Agamy są podstawowym źródłem i wzorem rytuałów, jogi i budowy świątyń.

## Agamy śiwaickie
Agamy śiwaickie to święte pismo przynależne do tradycji śiwaizmu.
Znanych jest ponad 200 dzieł klasyfikowanych jako pisemny i autoryzowany przekaz śiwaizmu. Uznawane są za objawienia dane przez Śiwę w różnych jego formach i postaciach.
Kanon agam południowego śiwaizmu Śajwasiddhanty to 28 ksiąg.
Wiele dzieł północnego śiwaizmu uchodzi za ezoteryczne, dostępne tylko dla wybranych uczniów. Kanon agama uważany jest w śiwaizmie za rodzaj piątej Wedy.
Agamy Śiwy czczą Ostateczną Rzeczywistość jako Śiwę (śiwaizm).

## Agamy śaktyjskie
Śaktyjskie pisma – tantry – oddają cześć Ostatecznej Rzeczywistości jako Śakti, małżonce Śiwy i Boskiej Matce kosmosu (śaktyzm). Każdy zestaw tekstów jest poświęcony kluczowym filozoficznym i teologicznym naukom tej wiary.
Pisma wisznuizmu (pańćaratra i Waikhanasa Samhity) wielbią Ostateczną Rzeczywistość jako Wisznu (wisznuizm).